# استان ساندومیژ
استان ساندومیژ (به لهستانی:  Sandomierz Voivodeship) یک استان‌ در مشترک‌المنافع لهستان–لیتوانی است که در Crown of the Kingdom of Poland واقع شده‌است.